# دانشگاه مریلند (بالتیمور)
دانشگاه مریلند، بالتیمور (به انگلیسی: University of Maryland) یک دانشگاه در شهر بالتیمور ایالت مریلند که در سال ۱۸۰۷ تأسیس شده.
این دانشگاه شامل رشته‌های دندانپزشکی، حقوق، پزشکی، داروسازی، کار اجتماعی و پرستاری است. این دانشگاه سیستم اصلی دانشگاه مریلند است. مساحت دانشگاه مریلند ۶۰ هکتار (۲۴۲٬۸۱۱ متر مربع) است

## تاریخچه
دانشگاه مریلند در بالتیمور در سال ۱۸۰۷ به عنوان کالج پزشکی مریلند تأسیس شد، سپس دانشکده حقوق در سال ۱۸۱۶ تأسیس شد. در سال ۱۹۷۰، مجمع عمومی مریلند دانشگاه مریلند پنج دانشگاه شامل دانشگاه مریلند، بالتیمور، دانشگاه مریلند، شهرستان بالتیمور، دانشگاه مریلند، کالج پارک، دانشگاه مریلند ساحل شرقی و کالج دانشگاه مریلند، بالتیمور تأسیس شده است.